# Algood
Algood – miasto w Stanach Zjednoczonych, w stanie Tennessee, w hrabstwie Putnam.